# Икинчи Джабаны
Икинчи Джабаны (до 1999 года — Дзержиновка) — село в Шемахинском районе Азербайджана.

## Топонимия
Основано в 1830-х годах, молоканами, под названием Джабаны Русские. В 1910-е годы переименовано в Николаевку. В советское время село переименовано в Дзержиновку.
Постановлением Милли Меджлиса Азербайджанской Республики от 5 октября 1999 года № 708-IQ село Дзержиновка, входящее в административно-территориальную единицу Дзержиновка Шемахинского района, было переименовано в село Икинчи Чабаны, а административно-территориальная единица Дзержиновка была переименована в административно-территориальную единицу Икинчи Джабаны.

## Население
Большинство населения села составляют этнические азербайджанцы, Турки-месхетинцы и русские . Население села составляет 479 человек, из них 243 мужчины и 236 женщин.